# Омаядска джамия (Дамаск)
Омаядската джамия, известна също като Джамия на Омаядите или Голяма джамия в Дамаск, е сред най-големите и най-стари джамии в света. Притежава изключителна архитектурна и културно-историческа стойност.
Голямата джамия в Дамаск е мястото на съхранение на главата на Йоан Кръстител, смятан за пророк както от християните, така и от мюсюлманите. Предполага се, че главата е открита по време на разкопки в джамията. Друга причина за известността и светостта на Омаядската джамия е, че в малка градинка близо до северните стени на джамията се намира гробницата на Саладин – мюсюлманския завоевател на Светите земи.
През 2001 г. папа Йоан Павел II посещава Голямата джамия в Дамаск, главно за да се поклони над мощите на Йоан Кръстител. Това е първото посещение на католически папа в джамия.

## История
Разискването на езическото минало на Омаядската джамия е предмет на съчиненията на много историци. Повечето от тях са единодушни, че мюсюлманите построили джамията си на място, където преди това се е намирал древен храм, издигнат в епохата на разпространение на култа към небесните светила – звездите. Той се превърнал в религия на сабеите и халдеите. Абу Зайд Ахмад ибн Сахл ал-Балхи (поч. 934 г.) е може би първият мюсюлмански историк, който споменава, че сградата, намираща се на мястото на Омаядската джамия, вероятно има езически корени. В топографското си съчинение „Картина на градовете“ (Сурат ал-акалим) той казва следното за Дамаск: „Този град има най-внушителната в исляма джамия, която да заема толкова обширна площ. Що се отнася до нейните стени и купол, които се извисяват над михраба при максурата, то те са характерни за сабеите и техните молитви. След това тя попада в ръцете на бизантите, които възвеличават в нея своята религия. Сетне преминава в ръцете на евреите и на култа към езически божества.“
Когато Ал-Масуди (поч. 956 г.) говори в съчинението си „Мурудж аз-захаб“ („Златните ливади“) за славните домове и за знатните храмове на сабеите, той казва: „Джамията на Дамаск преди била огромен храм, в който имало идоли и статуи. След това дошло християнството и този храм бил превърнат в църква. Ислямът направил от църквата джамия, строителството на която подел Уалид ибн Абд ал-Малик. Кулите на някогашния храм са запазени и днес представляват минаретата на джамията.“
Ал-Хафиз ибн Касир ад-Димашки (поч. 1372 г.) в историческия си труд „Ал-Бидая уа н-нихая“ („Начало и край“) говори за постигнатото съвършенство на постройката на Омаядската джамия при управлението на Ал-Уалид през 96 г., след като началото на строежа било поставено през 86 г.: „Именно през 96 г. по х. или 714 г. сл. Хр. джамията придобива окончателния си вид под ръководството на повелителя на правоверните Ал-Уалид ибн Абд ал-Малик. На сегашното място на джамията в Древността е имало светилище, построено от гърците и халдеите, които положили основите и на самия Дамаск...“

### Ранни храмове
Древният храм, издигнат много преди Уалид да построи своята джамия, полага т.нар. „езически основи“ на бъдещия мюсюлмански храм. Той притежавал външна ограда, в която се отваряли 4 огромни врати, оградени от пропилеи. Във вътрешността на храма се намирал перибол с високи вътрешни портици, ярко подчертани от 4 ъглови кули. В този перибол се намирала статуята на Юпитер. Във византийската епоха в перибола била издигната църква, посветена на св. Йоан Кръстител. Когато започват строителните работи по джамията, бил открит подземен параклис, съдържащ ковчег с човешка глава, на който било написано: „Тази е главата на Йоан, син на Закария“. Ал-Уалид наредил да я поставят под стълб, изваян от мрамор.
Църквата просъществувала около 500 години до момента, в който мюсюлманите завзели Дамаск през 635 г. Те влизат от 2 страни: Абу Убайда бил откъм вратата на днешния фонтан-басейн в джамията, а Халед ибн ал-Уалид влязъл от страната на източната врата.

### Църква и джамия
Мюсюлманският управител на Дамаск предложил на християните договор, според който те имали право да запазят вярата си, както и да ползват 4/10 от площта на църквата. Според предложения договор по-голямата част от църквата остава за мюсюлманите. Те превръщат своята част в джамия и в продължение на години християни и мюсюлмани ще продължават да влизат от една и съща врата – оригиналната, която се намира на южната ѝ страна. След като прекрачели прага на разделената на 2 сграда, мюсюлманите се насочвали на изток, а християните – на запад.
Първият, който отправя молитвата си в тази джамия е Абу Убайда. Примерът му е последван от останалите мохаммадови сподвижници, които били част от победоносната войска, завзела Дамаск. Мястото, на което Абу Убайда и неговите сподвижници се помолили за първи път, по-късно получава името „Михрабът на сподвижниците“.
С оглед на постепенното нарастване на мюсюлманското население на Дамаск основоположникът на Омаядската династия Муауия ибн Аби Суфиян поискал да разшири джамията, като присъедини към нея онази част от църквата, останала в ръцете на християните. Но молбата му била отхвърлена. И тъй като Муауия подобно на предшественика си не искал да нарушава договора, оставил разделението. Той въвел само някои корекции на сградата – квадратните кули, издигащи се от 4-те ъгъла на заобикалящата го ограда, били подходящо място, от което мюсюлманите да бъдат призовавани за молитва. Така тези кули се превръщат в първите мюсюлмански минарета.

### Само джамия
В самото начало на своето управление през 705 г. Ал-Уалид събира християните и им предлага да си изберат друго място за църква. Последните отказват, но халифът пренебрегва техния отказ и продължава с още по-голяма упоритост да изпълнява своя замисъл. В него постепенно назрява идеята да разруши храма до основи, след което на негово място да построи джамия. Тъй като за разрушаването на църквата било необходимо известно време, строителните работи не могли да започнат преди 706 г. Известно е, че те са продължили поне до 715 г., а някои гръцки текстове разкриват дори възнагражденията, изплащани на коптските работници. Джамията в Медина, започната също през 705 – 706 г., била завършена най-късно през 710 г., тъй като халифът Ал-Уалид дошъл на поклонение през 710 г. и я посетил. Следователно тя била завършена 5 г. по-рано от тази в Дамаск – факт, който я поставя на 1-во място в художественото и архитектурно развитие на ислямската цивилизация.
Новопостроената джамия заема цялото пространство на античния перибол, като запазва и неговите стени. 4-те кули били използвани, както и античните порти. Между 2 успоредни стени се намират зали, в които се забелязва нов вид устройство. Идеята за него е била породена повече от желанието да се оборудват стаи, които биха могли да се ползват като библиотеки, отколкото от някаква естетическа загриженост да се избегне ъгловото укрепление на дворните кули. В началото сводовете са били поддържани от мраморен стълб, свързан с 2 антични колони.
Загадка за изследователите са минаретата на джамията в Дамаск. Не е известно дали и 4-те в началото са били използвани именно като такива. Античният перибол е притежавал тези 4 ъглови кули, които не са били много високи в сравнение с назъбените кули на римските укрепления.
Иранският географ и историк Ибн Факих (IX-XI в.) уточнява: „Минаретата на джамията в Дамаск са оригинални антични наблюдателни кули и са принадлежали на църквата „Св. Йоан Кръстител“. Когато ал-Уалид разрушил църквата и я превърнал в джамия, той запазил първоначалния им вид. Вероятно само 2 от кулите – южните, са били използвани от църквата като камбанарии.
Интерес представляват 3-те здания, които се намират в двора, въпреки че те вероятно датират от времето след построяването на джамията. Най-старото от тези здания, а може би и най-значимото от тях, е Бейт ал-мал (Дом на финансите). Тази малка сграда всъщност е била хазната на мюсюлманската държава. Това нейно предназначение е изглеждало странно за християните. Но за мюсюлманите по онова време джамията е била едно от средищата на теократичната власт. Неслучайно Омаядската джамия в Дамаск се е намирала в съседство с двореца на ал-Уалид. Посредством врата в стената кибла халифът стигал до джамията директно от своя дворец.
Каквото и предназначение да е имала, сградата е интересна от архитектурна гледна точка, тъй като формата и конструкцията ѝ представят класическото гръко-римско и византийско наследство. Изящната 8-ъгълна форма, съчетана с централен купол, напомня за цяло поколение паметници. Сред тях е Скалният купол в Йерусалим, издигнат 15 г. по-рано. Други 2 8-ъгълни сгради се намирали в двора още от XII в., встрани от Байт ал-мал. Едната била в центъра – точно срещу фронтона, и подслонявала фонтан, а другата на изток наподобявала Бейт ал-мал. Точната дата на построяването им не е известна. Буди учудване фактът, че сградата, предназначена първоначално за хазна, е била разположена на това място, а не в центъра на двора.
Молитвената зала се състояла от антични колони, носещи надстроени, издигнати арки, разположени в пълен полукръг. Те били паралелни на стената кибла и оформяли по този начин 3 кораба, покрити с 3 паралелни покрива. Всеки един от тези кораба е носен от 20 колони, по 10 от всяка страна на централния кораб. Тези антични колони въпреки височината си били незадоволителни, за да съответстват на височината на стената. Ето защо втора редица колони, значително по-ниски, е подпряна на стена, носена от големи сводове. Тя от своя страна поддържа други малки сводове. Няма таван, за разлика от Медина. Цялостното организиране на пространството има за цел да създаде чувство за височина и лекота.
Големият централен купол, както и този на куббат ас-сахрат, бил дървен и включвал още 2 други купола. Единият бил външен, покрит с оловни плоскости, които да го предпазват от дъжда, а другият – вътрешен, с долна част, изцяло украсена със златни витражи. Сегашният купол е каменен. Осовият кораб постига отлично търсения контраст в ролята си на стрелка в мистичния компас, какъвто е всяка джамия. 3 други значително по-малки михраба красят днес стената кибла в Голямата джамия на Дамаск. Разположеният в лявата част на кибла е наречен „Сподвижниците“. Той изглежда е съществувал още в първата джамия, но тогава не е имал формата на ниша и е бил възстановен, за да се продължи традицията, на която мюсюлманите толкова са държали. Това явно е било мястото, където са стоели сподвижниците на Пророка и по-късно думата „михраб“ е послужила, само за да го обозначи.
Навън има обширен двор за вярващите, заобиколен от портици по подобие „Дома на Пророка“. Залата за молитви е напълно затворена откъм двора. Между 2-те пространства не е имало пряк вход, което е една от основните разлики с мединската традиция. Врати с тежки крила са разделяли вътрешното пространство на джамията от външния свят.
Този микросвят олицетворява ислямската религия и е отделен като свещено място, крепост или като своеобразен рай. Той поддържа връзка с мюсюлманската общност от града и неговата околност. Това става посредством минаретата и призивите за молитва. От друга страна джамията е свързана с Мека чрез цялостното ориентиране на сградата към свещения за мюсюлманите град. По такъв начин джамията е изменчив и динамичен микросвят, в който се съсредоточават религиозните послания на града, препращани по мистичен начин към Мека. Ансамбълът на украсата е съставен, подобно на Медина, от дълъг калиграфски надпис. Реализиран под формата на мозайка върху златна основа, той обикаля 4-те стени на молитвената зала под тавана. Възможно е този надпис да е бил изрисуван от същия калиграф, автор на надписа в Мединската джамия – Халид ибн Абу ал-Сайядж. Той е бил избран от Ал-Уалид за всякакъв вид калиграфска дейност. Цялата тази пищна украса е била осветявана от т.нар. „клаустра“ от мрамор, оформяйки своеобразна мрежа от геометрични мотиви. Тези мраморни геометрични мотиви са били прилепени към разноцветни стъкла, които разпръсквали нереална светлина в молитвената зала. Впоследствие подобен ефект постигат и витражите в катедралите.

## Архитектура
Архитектите на Голямата джамия в Дамаск не са се съобразили напълно със задължителните правила, които налага „Домът на Пророка“. Вместо това са съществували други изисквания, наложени от факта, че е трябвало да бъде построена на място, заемано от античен храм. Той бил посветен най-напред на бога на гръмотевиците Хадад, после е реконструиран по време на римското господство и е посветен на Юпитер. Архитектът се е възползвал максимално от античните стени, кули и порти, като съумява да претвори в действителност модела на джамията. Така се ражда един от идеалните образци на джамията, който е пригоден към мюсюлманската молитва, определя по ясен начин посоката към Мека.
Халифът Ал-Уалид обръща поглед към Византия и издига архитектурата на джамиите на нивото на великите традиции на класическата древност, развити от византийската култура. По този начин в завоюваните от мюсюлманите територии архитектурата придобива в рамките на ислямската култура влияние, съизмеримо с това на античната и елинистичната философия.
Единственият архитектурен елемент, който не се използва от строителите на джамии, е височината на пространството, т.е. вертикално, а не хоризонтално поставената правоъгълна форма с чувството за издигнатост, което поражда. Изключение от това правило в епохата на „класическия ислям“ (VII-XIII в.) е джамията в Кордоба (Испания). Едва след налагането на мюсюлманската архитектура в централните византийски области, и най-вече в Константинопол, този елемент отново е преоткрит през Османския период.
В издигнатата от Ал-Уалид джамия в Дамаск различните символни първообразни форми на молитвения дом в Медина и принципите на нейния план са развити и придобиват архитектурна завършеност. Това бързо развитие не е учудващо, защото основната причина за това гръцките архитекти да не могат да придадат на сградата в Медина цялостния облик на византийската традиция несъмнено се корени в наложената им забрана да не променят нищо съществено в стаята за молитви на Пророка. Единствената разлика между нея и базиликите е в това, че при конструирането на джамията архитектите ѝ възприемат свои собствени модели, с които да отговорят на различните нужди на нейните посетители. В този случай от една страна стоят потребностите на мюсюлманската молитва, при която вярващите се подреждат по широчината на сградата. От друга страна, важна роля изиграва киблата, която в случая ориентира сградата на юг, както и забраната да се изобразяват живи същества.
Близките по време датировки на построяването на джамиите в Медина и Дамаск дават основание да се допусне, че двете сгради са построени от една и съща група архитекти. Напълно вероятно е архитектите да са общували помежду си, при което тези в Дамаск са могли веднага да приложат идеята за михраба, наложила се първо в Медина. Дори джамията „Ал-Акса“ в Йерусалим, изградена в същия период, може да е била построена от същата група архитекти, въпреки че нейният план се различава доста от този на останалите 2 джамии.